# Özge Özpirinççi
Özge Özpirinççi (Istanbul, 1º aprile 1986) è un'attrice, doppiatrice, regista e modella turca.

## Biografia
Özge Özpirinççi è nata il 1º aprile 1986 a Istanbul (Turchia), da madre Güzide Özpirinçci, che è un'insegnante di inglese e da padre Emrah Özpirinçci ed ha un fratello che si chiama Emre, anche lui attore.

## Carriera
Özge Özpirinççi ha frequentato la scuola primaria e secondaria a Istanbul, poi ha studiato negli Stati Uniti per un anno con il programma AFS durante la scuola superiore. Nel 2008 si è laureata presso il dipartimento di scienze gestionali dell'Università Sabancı, situata nel comune di Tuzla a Istanbul. Nel 2008 ha fatto la sua prima apparizione come attrice nella serie con il ruolo di Ebru Karataş nella serie Cesaretin Var mı Aşka. Ad essa sono seguite altre interpretazioni in serie come nel 2008 e nel 2009 in Kavak Yelleri, nel 2009 in Melekler Korusun, nel 2010 in Deli Saraylı, nel 2011 e nel 2012 in Toplu Hayat e in Al Yazmalım, nel 2012 in Ağır Roman Yeni Dünya, nel 2013 in Aramızda Kalsın, nel 2013 e nel 2014 in Tatar Ramazan, nel 2015 e nel 2016 in Aşk Yeniden, dal 2017 al 2020 in Kadın e nel 2019 in Mucize Doktor. Ha recitato anche in web serie come nel 2017 e nel 2018 in Fi, nel 2021 in İlk ve Son e nel 2022 in Yakamoz S-245. Oltre alle serie televisive e alle web serie, ha anche recitato in film come nel 2010 in Veda, nel 2011 in Anadolu Kartalları, nel 2014 in Karışık Kaset, nel 2017 in Acı Tatlı Ekşi e nel 2020 in Biz Böyleyiz e in Karakomik Filmler 2. Ha anche recitato in cortometraggi come nel 2013 in Kayıp e nel 2018 in Dissociative Özge Disorder. Nel 2012 ha anche lavorato come doppiatrice nei film Paddle Pop Adventures 2: Journey Into the Kingdom e Petualangan Singa Pemberani, mentre nel 2016 ha diretto il film 'Bi atlayip çikicam' cümlesini fazla ciddiye aldiysak zaar. Nel 2019 ha lavorato come co-produttrice nei cortometraggi Witch Trilogy 13+ e Gunlerin Ardindan e nel 2021 la ha co-prodotto la web serie İlk ve Son.

## Vita privata
Özge Özpirinççi dal 12 aprile 2013 fino alla fine dello stesso anno è stata fidanzata con l'attore Engin Altan Düzyatan, dal quale si è separata per decisione reciproca.
Dal 2014 è legata sentimentalmente all'attore Burak Yamantürk, dal quale si è sposata nel 2021 e l'anno successivo, nel 2022, è nata la figlia della coppia che si chiama Mercan.

## Filmografia

### Attrice

#### Cinema
- Veda, regia di Zülfü Livaneli (2010)
- Anadolu Kartalları, regia di Ömer Vargı (2011)
- Karışık Kaset, regia di Tunç Sahin (2014)
- Acı Tatlı Ekşi, regia di Andaç Haznedaroğlu (2017)
- Biz Böyleyiz, regia di Caner Özyurtlu (2020)
- Karakomik Filmler 2, regia di Cem Yılmaz (2020)

#### Televisione
- Cesaretin Var mı Aşka – serie TV, 3 episodi (2008)
- Kavak Yelleri – serie TV, 6 episodi (2008-2009)
- Melekler Korusun – serie TV, 1 episodio (2009)
- Deli Saraylı – serie TV (2010)
- Toplu Hayat – serie TV (2011-2012)
- Al Yazmalım – serie TV, 37 episodi (2011-2012)
- Ağır Roman Yeni Dünya – serie TV, 10 episodi (2012)
- Aramızda Kalsın – serie TV, 1 episodio (2013)
- Tatar Ramazan – serie TV, 2 episodi (2013-2014)
- Aşk Yeniden – serie TV, 59 episodi (2015-2016)
- La forza di una donna (Kadın) – serie TV, 81 episodi (2017-2020)
- Il dottor Alì (Mucize Doktor) – serie TV (2019)

#### Web TV
- Fi – web serie, 5 episodi (puhutv, 2017-2018)
- İlk ve Son – web serie, 8 episodi (BluTV, 2021)
- Yakamoz S-245 – web serie, 7 episodi (Netflix, 2022)

#### Cortometraggi
- Kayıp, regia di Mete Sozer (2013)
- Dissociative Özge Disorder, regia di Ragip Ergun (2018)

### Doppiatrice

#### Cinema
- Paddle Pop Adventures 2: Journey Into the Kingdom, regia di Salvador Simó (2012)
- Petualangan Singa Pemberani, regia di Lee Croudy e Salvador Simó (2012)

### Regista

#### Cinema
- 'Bi atlayip çikicam' cümlesini fazla ciddiye aldiysak zaar, regia di Özge Özpirinççi (2016)

### Co-Produttrice

#### Web TV
- İlk ve Son – web serie, 8 episodi (BluTV, 2021)

#### Cortometraggi
- Witch Trilogy 13+, regia di Ceylan Özgün Özçelik (2019)
- Gunlerin Ardindan, regia di Ferit Karol (2019)

## Spot pubblicitari
- Eti Browni (2008)
- Cornetto (2008)
- Coca-Cola (2009, 2015)
- Turkcell (2009)
- Vestel (2011)
- Koleston (2017)
- Dove (2021)

## Riconoscimenti
- Ayakli Gazete TV Stars Awards
  - 2020: Vincitrice come Miglior attrice per Kadin
  - 2020: Vincitrice come Miglior attrice in una serie televisiva per Kadin
  - 2021: Candidata come Miglior attrice in una serie televisiva digitale per Ilk Ve Son
  - 2021: Candidata come Miglior coppia in una serie televisiva con Salih Bademci per Ilk Ve Son

- Golden Palm Awards
  - 2018: Candidata come Miglior attrice cinematografica per il film Aci Tatli Eksi
  - 2019: Candidata come Miglior attrice in una serie televisiva per Kadin
  - 2020: Candidata come Miglior attrice in una serie televisiva per Kadin

- International Film Festival for Peace, Inspiration and Equality
  - 2013: Vincitrice come Miglior attrice protagonista per il cortometraggio Kayip

- International Izmir Film Festival
  - 2020: Candidata come Miglior attrice in una serie televisiva per Kadin

- Kemal Sunal Culture and Art Award
  - 2012: Vincitrice come Miglior attrice cinematografica per il film Anadolu Kartallari

- Pantene Golden Butterfly Awards
  - 2015: Candidata come Miglior coppia televisiva con Buğra Gülsoy per la serie Aşk Yeniden
  - 2015: Vincitrice come Miglior attrice comica per la serie Aşk Yeniden
  - 2018: Vincitrice come Miglior interpretazione di un'attrice per la serie Kadin
  - 2019: Candidata come Miglior attrice per la serie Kadin

- Yesilcam Awards
  - 2010: Candidata come Miglior attrice non protagonista per il film Veda